# Pretoria Portland Cement
Pretoria Portland Cement (PPC Ltd) – południowoafrykańskie przedsiębiorstwo przemysłowe specjalizujące się w produkcji cementu.
Firma została założona w 1892 roku jako De Eerste Cement Fabrieken Beperkt. W 1908 roku zmieniła nazwę na Pretoria Portland Cement Company Limited, a od 1910 roku jej akcje są notowane na Giełdzie Papierów Wartościowych w Johannesburgu.
Pretoria Portland Cement jest największym producentem cementu w Republice Południowej Afryki, jej moce produkcyjne sięgają 11,5 mln ton cementu rocznie. Spółka dysponuje jedenastoma zakładami produkcyjnymi, zlokalizowanymi w RPA, Botswanie, Demokratycznej Republice Konga, Etiopii, Rwandzie i Zimbabwe.

## Źródła
- Historia. ppc.co.za. [zarchiwizowane z tego adresu (2016-10-16)]. na stronie firmy